# Ачинский трамвай
А́чинский трамвай — трамвайная сеть в городе Ачинск, одна из последних созданных в СССР и России трамвайных систем. Движение было открыто 15 апреля 1967 года. Трамвай используется в основном сотрудниками Ачинского глинозёмного комбината.

## История
- Движение было открыто 15 апреля 1967 года по маршруту "Обувная фабрика - АГК". Трамвайное движение было открыто трамваями КТМ/КТП-2. Ремонт и обслуживание первого подвижного состава производилась на улице, так как цехов ещё не было.
- В апреле 1968 года были сданы в эксплуатацию здания депо и диспетчерской.
- К 1985 году была открыта линия до ЗФА. Запущен маршрут №2 "Обувная фабрика - ЗФА".
- 8 мая 1985 года было открыта трамвайная линия "Обувная фабрика - Кинотеатр «Сибирь»" по улицам Пионерская и Свердлова.
- К 1991 году было открыта однопутная линия на Мазульский Рудник. Продлён маршрут №2. Позже был открыт маршрут № 3 "ЗФА - Мазульский Рудник", из-за того что трамвайное кольцо у посёлка пришло в негодность, трамваи маршрута №3 ездили челночным движением.
- В апреле 1997 года трамвайное хозяйство было передано в ведение города, было создано Муниципальное Унитарное Предприятие «Ачинский Городской Электрический Транспорт»
- В 2001 году была закрыта однопутная линия на Мазульский Рудник. Маршрут № 3 закрыт. Позже маршрут №3 восстановлен уже по новой трассировке "Кинотеатр «Сибирь» - Трамвайное управление".
- В 2004 году линия на Мазульский Рудник была демонтирована.

## Описание сети
Трамвайная сеть находится на балансе предприятия «Ачинский Городской Электрический Транспорт» (до 1997 года принадлежала местному глинозёмному комбинату). Основное предназначение трамвая — доставка рабочих между жилыми районами города и предприятиями комбината. Трамвайное полотно практически на 100 % обособлено, но сеть не была построена по стандартам скоростного трамвая, как некоторые другие трамвайные сети России аналогичного предназначения, спроектированные целенаправленно как связка жилых микрорайонов с удалёнными промзонами.
Трамваи обслуживают только новый Ачинск, застроенный микрорайонами. Трамвайная линия заканчивается прямо у околицы старого города.
Большая часть ветки в городской черте проложена по ул. Кравченко. Трамвайное полотно в городской части проходит по ул. Кравченко по своеобразной совмещённой выделенной линии. Пути физически не отделены от общего потока транспорта, но автомобильное движение по ним практически невозможно. Около ул. Гагарина ветка трамвая перемещается с середины проезжей части на обочину.
Две трамвайные линии охватывают комплекс глинозёмного комбината с двух сторон. Маршрут 1 обслуживает основные проходные АГК. Маршрут 2 ответвляется на запад, к вспомогательным промышленным объектам на задворках комбината.
Сеть обслуживает единственное депо, находившееся на балансе глинозёмного комбината. В 1997 году глинозёмный комбинат перевёл трамвайное депо на баланс города, которое именуется МУП ГЭТ г. Ачинск.
Пригородная часть ветки между городской частью и промзоной проложена на обособление по обочине дороги на промзону.
В промзоне основная ветка на АГК идёт вдоль проезжей части, по обособлению. Круг АГК фактически находится на территории предприятия, хотя остаётся доступным, так как проходная предприятия расположена сразу за кругом. Ветка на ЗФА проложена по пересечённой местности, между различными промышленными объектами на задворках комбината.

## Перспективы
В начале 1990-х имелись два плана продления сети — до микрорайона Привокзальный и до Южной промзоны. Ни тот, ни другой план так и не был реализован, при этом на улице Гагарина в 1990 уже начиналась укладка рельс.

## Список маршрутов

### Действующие
| Трамвайные маршруты | Трамвайные маршруты                               | Трамвайные маршруты | Трамвайные маршруты                               |
| №                   | Конечные пункты                                   | Маршрут | Примечание                                        |
| ------------------- | ------------------------------------------------- | --- | ------------------------------------------------- |
| 1                   | Молодёжный центр «Сибирь» — АГК                   | Молодёжный центр «Сибирь» - Пионерская - Филиал Поликлиники - Обувная фабрика - Центральный гастроном - 1-й микрорайон - Торговый центр - Спортивный комплекс - Политехникум - Трамвайное управление - Квартал 7б - посёлок Мазуль - Сады - Стрелка - Путепровод - Предзаводская - Заводоуправление - ГПП - АГК | Отдельные рейсы следуют до трамвайного управления |
| 2                   | Молодёжный центр «Сибирь» — ЗФА                   | Молодёжный центр «Сибирь» - Пионерская - Филиал Поликлиники - Обувная фабрика - Центральный гастроном - 1-й микрорайон - Торговый центр - Спортивный комплекс - Политехникум - Трамвайное управление - Квартал 7б - посёлок Мазуль - Сады - Стрелка - Транспортная - Шламопровод - ТЭЦ - Водоподъём - ЗФА       | Отдельные рейсы следуют до трамвайного управления |
| 3                   | Молодёжный центр «Сибирь» — Трамвайное управление | Молодёжный центр «Сибирь» - Пионерская - Филиал Поликлиники - Обувная фабрика - Центральный гастроном - 1-й микрорайон - Торговый центр - Спортивный комплекс - Политехникум - Трамвайное управление | Работает вне часа пик                             |

### Закрытые
| Трамвайные маршруты | Трамвайные маршруты     | Трамвайные маршруты     | Трамвайные маршруты | Трамвайные маршруты |
| №                   | Конечные пункты         | Маршрут                 | Закрытие            | Примечание          |
| ------------------- | ----------------------- | ----------------------- | ------------------- | ------------------- |
| 3                   | Мазульский Рудник - ЗФА | Мазульский Рудник - ЗФА | 2001                | Челночное движение  |

## Подвижной состав
Основу трамвайного парка составляют вагоны КТМ-5, построенные в 1980-е годы. С 2008 года они стали проходить капитальный ремонт.
В октябре 2020 года в город прибыли из Москвы десять подержанных вагонов 71-619А. Они были переданы Ачинскому предприятию бесплатно, но их транспортировка из столицы стоила около 4 миллионов рублей. 5 декабря 2020 года эти вагоны впервые вышли на линию Ачинска.
| Линейный подвижной состав | Линейный подвижной состав | Линейный подвижной состав | Линейный подвижной состав                                                                |
| Фото                      | Модель                    | Кол‑во                    | Примечание                                                                               |
| ------------------------- | ------------------------- | ------------------------- | ---------------------------------------------------------------------------------------- |
|                           | 71-605А/71-605            | 42                        | Бортовые номера 2-5, 10, 11, 16, 22, 35 - 42, 44, 45, 49, 51 - 56, 58, 60 - 66, 69 - 79. |
|                           | 71-619А                   | 9                         | Бортовые номера 80 - 89.                                                                 |

## Стоимость проезда
| Год  | Дата измения стоимости | Стоимость проезда |
| ---- | ---------------------- | ----------------- |
| 2016 | 17 января              | 17 рублей         |
| 2019 | 9 января               | 19 рублей         |
| 2022 | 1 июня                 | 24 рубля          |
| 2023 | 1 декабря              | 28 рублей         |